# ヴァラーム修道院

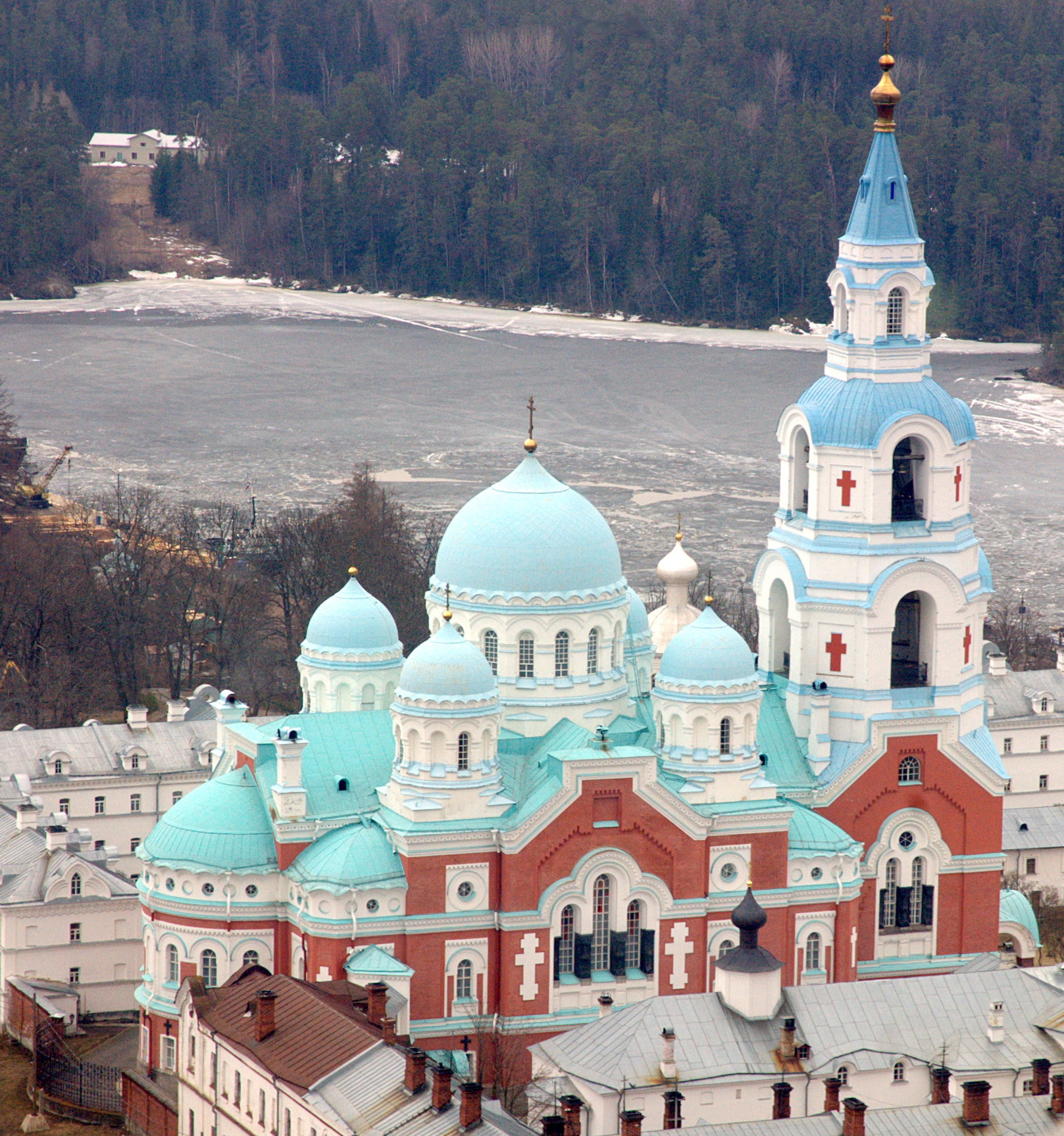
ヴァラーム修道院の顕栄大聖堂（1896年建立、2009年撮影）

ヴァラーム修道院（ロシア語: Валаамский монастырь、フィンランド語: Valamon luostari、カレリア語: Valamoin manasteri）はモスクワ総主教庁が直轄する、正教会の修道院である。ロシア連邦カレリア共和国にあり、ヨーロッパ最大の湖であるラドガ湖にある、ヴァラーム島に所在する。
修道院には5つの優れた男声合唱団がおり、世界各地を訪れて行われた演奏会による収入は修道院の建物の復興に用いられている。録音された歌唱の一部は修道院のウェブサイトで聴く事が出来る。

## 歴史

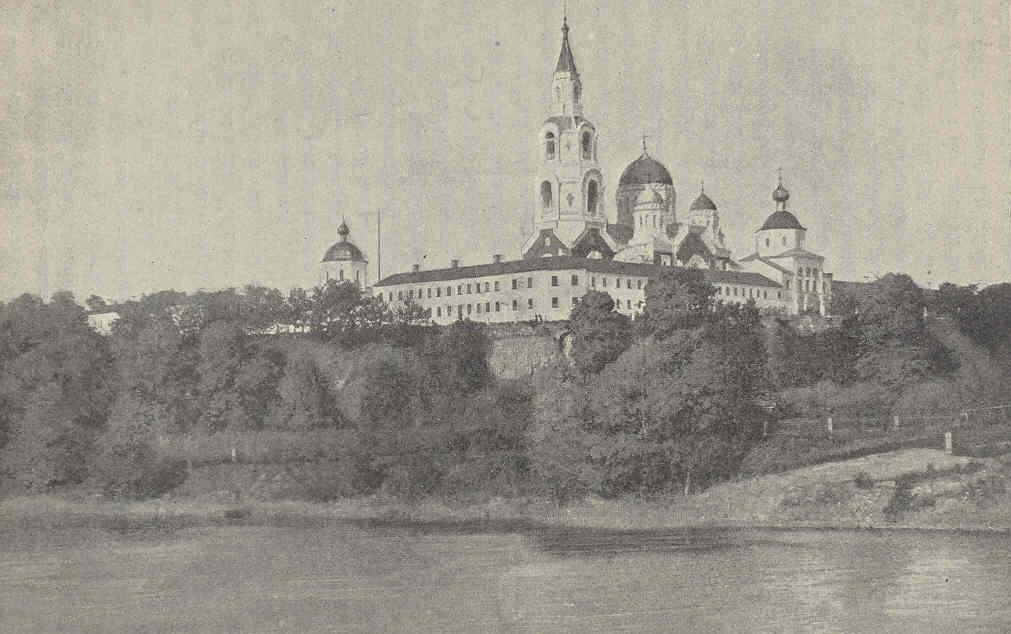
ヴァラーム修道院の中心部の遠景（1901年にストックホルムで印刷されたもの）

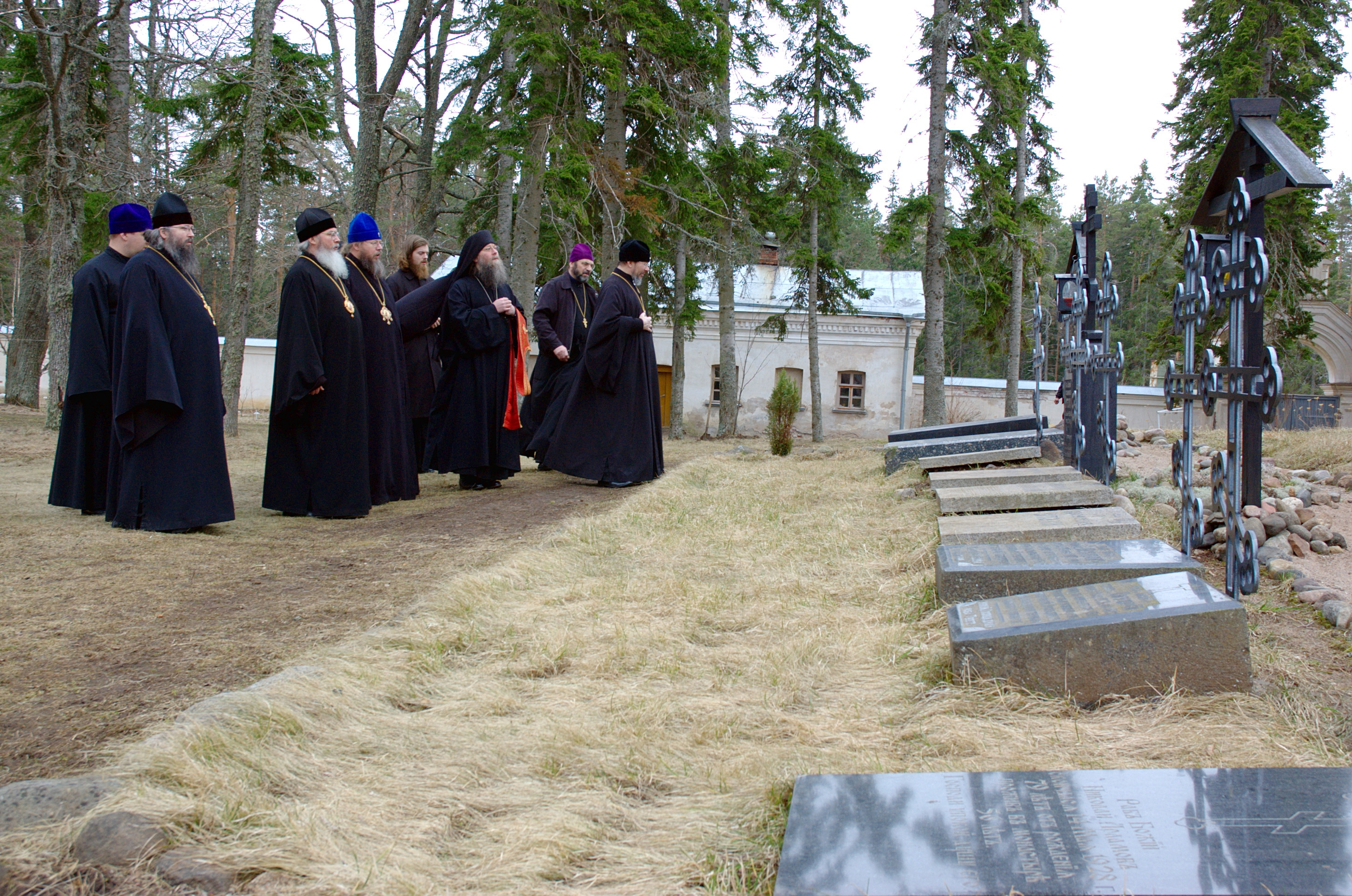
墓場で祈る主教・司祭を含む修道士達

修道院がいつ設立されたのかははっきりしていない。修道院について16世紀より前の文献では言及がなされておらず、10世紀から15世紀までの異なる日付が推測されている。一つの伝承によれば、修道院は10世紀にギリシャ人修道士セルギオス（Sergius）と、その協力者であったカレリア人ゲルマン（Herman）とによって設立されたとされる。ヘイキ・キルキネン（Heikki Kirkinen）は設立年を12世紀と推定している 。現代の研究者達はこの推定でさえもまだ実際の設立年より早いと考えて居る。学界の定説によれば、14世紀の末頃に設立されたものであろうとされている。ジョン・H.リンド（John H. Lind）とマイケル・C.ポール（Michael C. Paul）は、16世紀の写本『ヴァラーム修道院物語』における、ノヴゴロド大主教イオアン2世の時代に修道院が設立された旨の記述などの様々な根拠に基づき、1389年から1393年の間に設立年を推定している。
いずれの年代推定が正しいにせよ、ヴァラーム修道院は北方の多神教に対して、また後代にはハメ（Häme）・サヴォ（Savo）・カレリアから来るカトリック教会に対峙する、正教会にとっての前哨であった。
ロシアとスウェーデンの間の争いにより、16世紀には国境が東方に移動した。1578年には修道院が攻撃を受け、夥しい数の修道士と修道見習い達が、ルター派のスウェーデンによって殺された。修道院は再びスウェーデンから攻撃を受けた後、ロシアとスウェーデンの国境がラドガ湖に引かれ、建物が灰燼に帰した1611年から1715年の間は荒廃した。しかし18世紀には修道院は見事に復興され、1812年にはロシア統治下のフィンランド大公国領に含まれる形でロシアに帰属した。
1917年にフィンランドが独立すると、ロシア正教会の一部であったフィンランド正教会はコンスタンディヌーポリ総主教庁下の自治教会となった。ヴァラーム修道院はフィンランド正教会の最も重要な修道院であった。奉神礼に用いられる言語は教会スラヴ語からフィンランド語に変更され、教会暦はユリウス暦からグレゴリオ暦に変更された。これらの変更は苦く長い論争をヴァラームの修道院共同体に引き起こした。

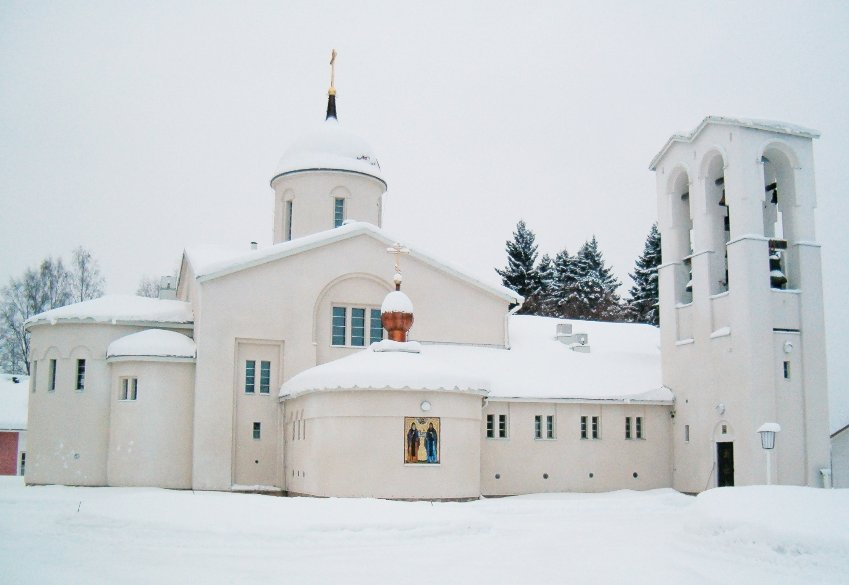
新ヴァラーム修道院（ヘイナヴェシ：Heinävesi、フィンランド）

第二次世界大戦の間、この地域はソビエト連邦とフィンランドの間での戦場となった。冬戦争時には修道院は再び避難を行い、この時150人の修道士がフィンランドのヘイナヴェシ（Heinävesi）に移り住んだ。この共同体は現在もなお新ヴァラーム修道院としてヘイナヴェシに存在している。コネヴェツ修道院（Konevitsa monastery）とペチェンガ修道院（Petsamo monastery）から避難した者も受け入れた事により、新ヴァラーム修道院は現在、フィンランド正教会唯一の修道院となっている。1941年から1944年の間の継続戦争中、古いヴァラームに修道院の建物を復興しようとする試みが行われたが、後に島はソ連軍の基地となった。
以降、宗教弾圧を行うソビエト連邦の下で、修道院は修道院としての機能を停止した。
1989年に元のヴァラーム修道院が正教会に返還されると、修道院は少年時代に修道院に親しんでいたアレクシイ2世による個人的な庇護を享受した。建物は綿密に復元が行われ、修道院は島における重要な地域的影響力を獲得し、精神的に隔絶した状態に戻る傾向にある。長年の修道院との実りの無い法的手続きの後、多くの居住者が島を離れているが、なお少数はとどまっている。

## ギャラリー

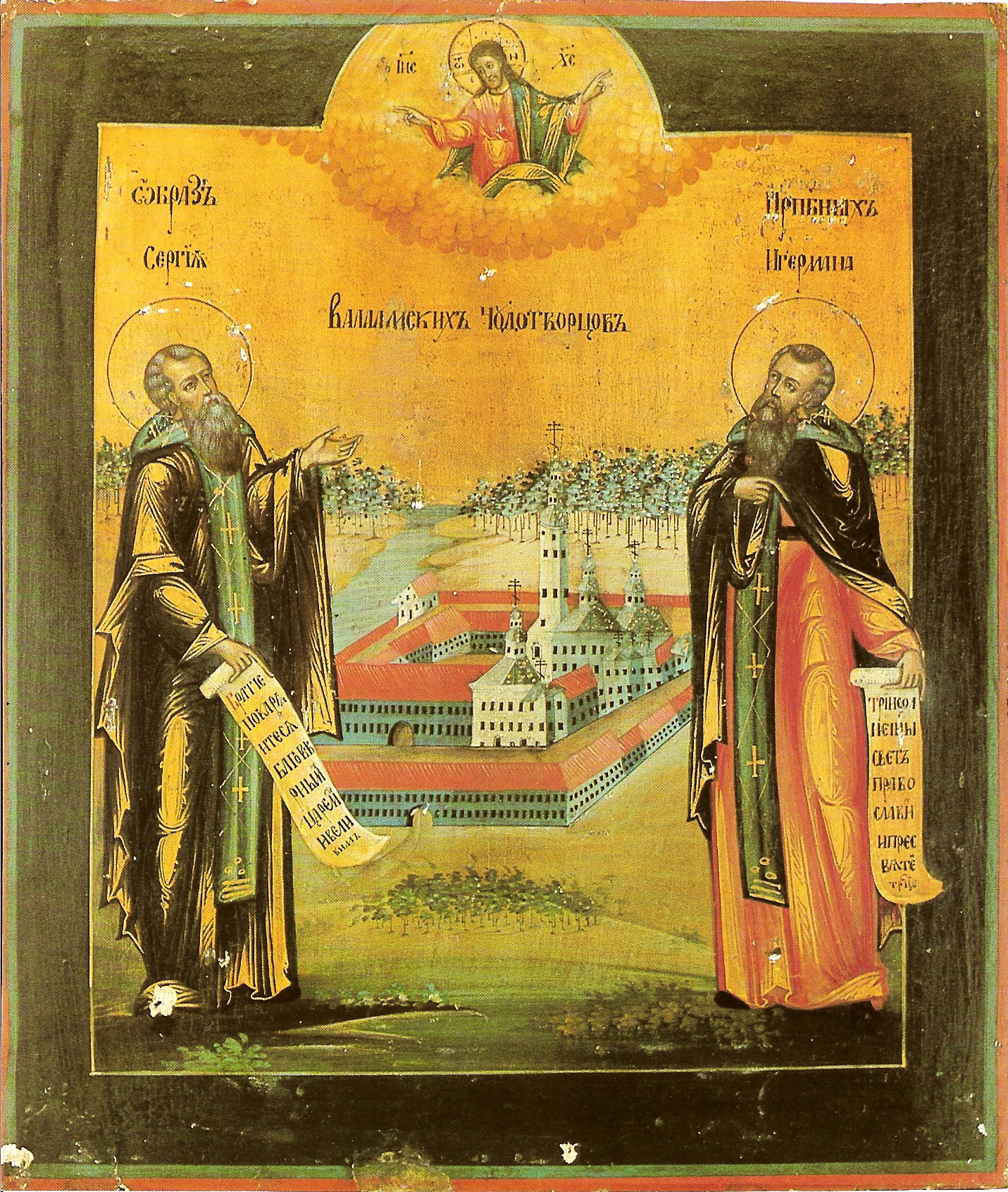
19世紀のイコン『聖セルギイと聖ゲルマン』。フィンランドのクオピオにある正教博物館収蔵
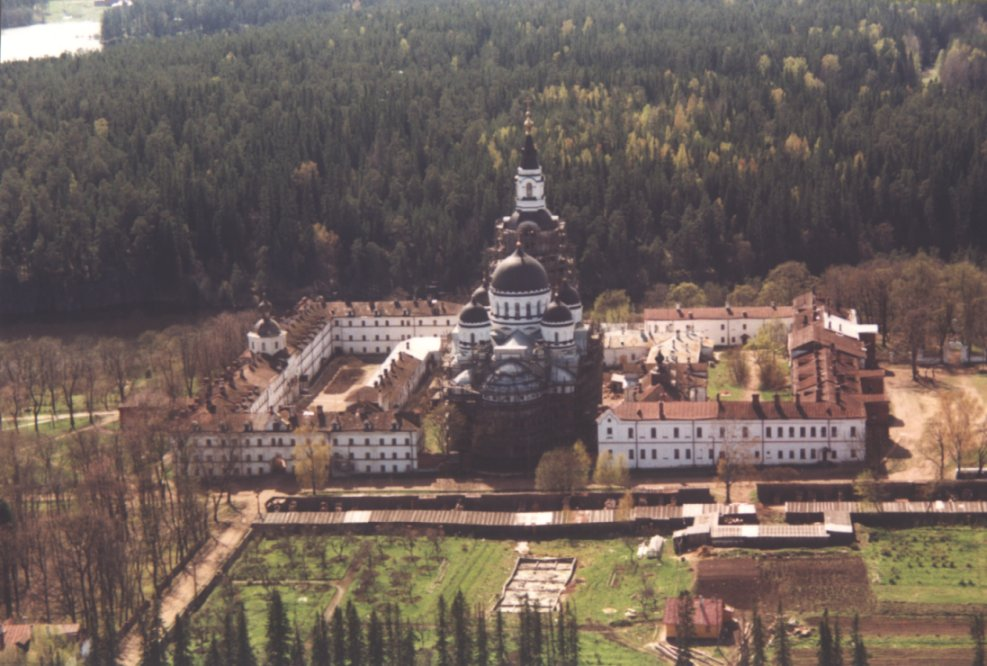
1992年5月の修道院の中心部の状態
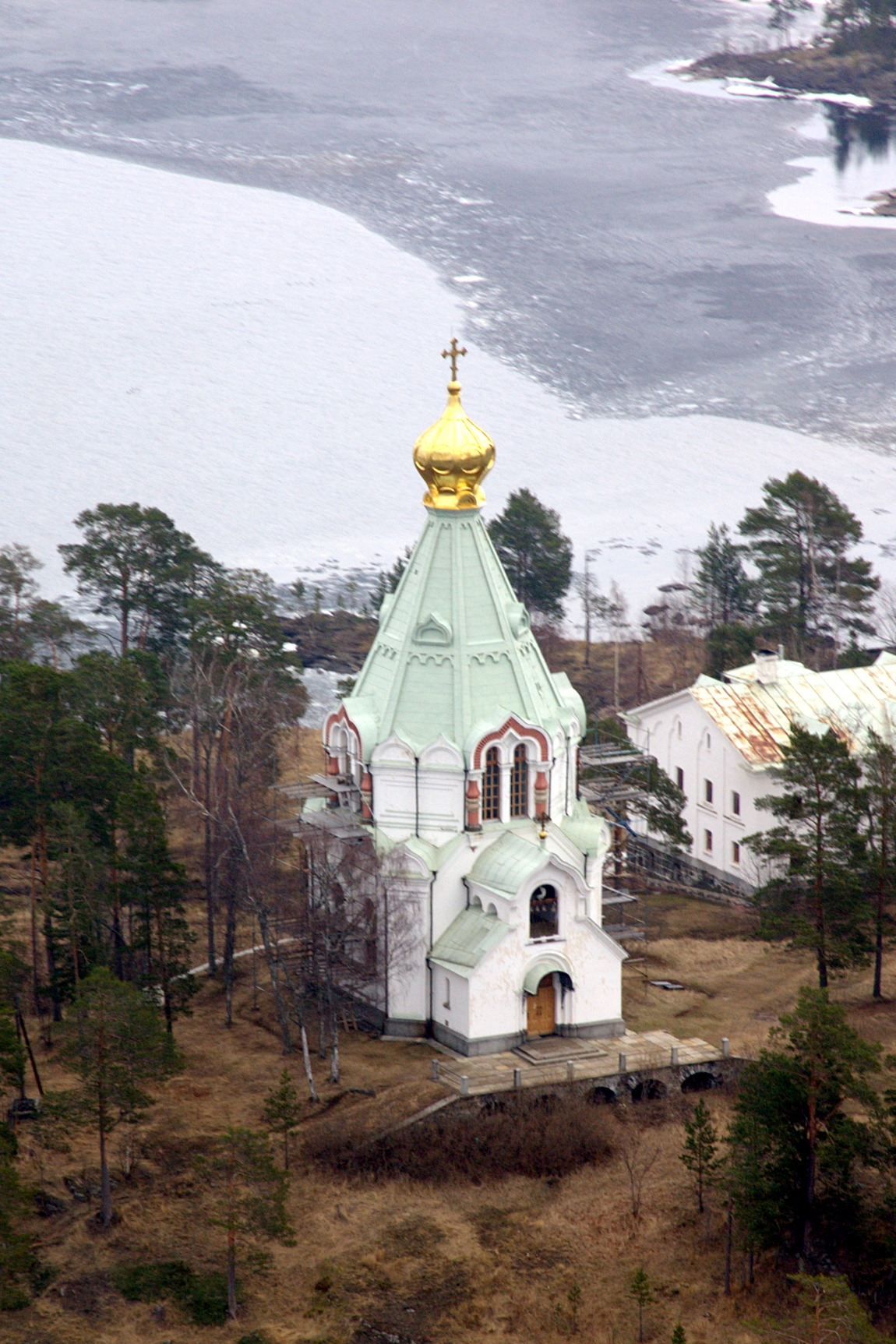
ニコルスキー・スキテの奇蹟者聖ニコライ聖堂（1853年建立）
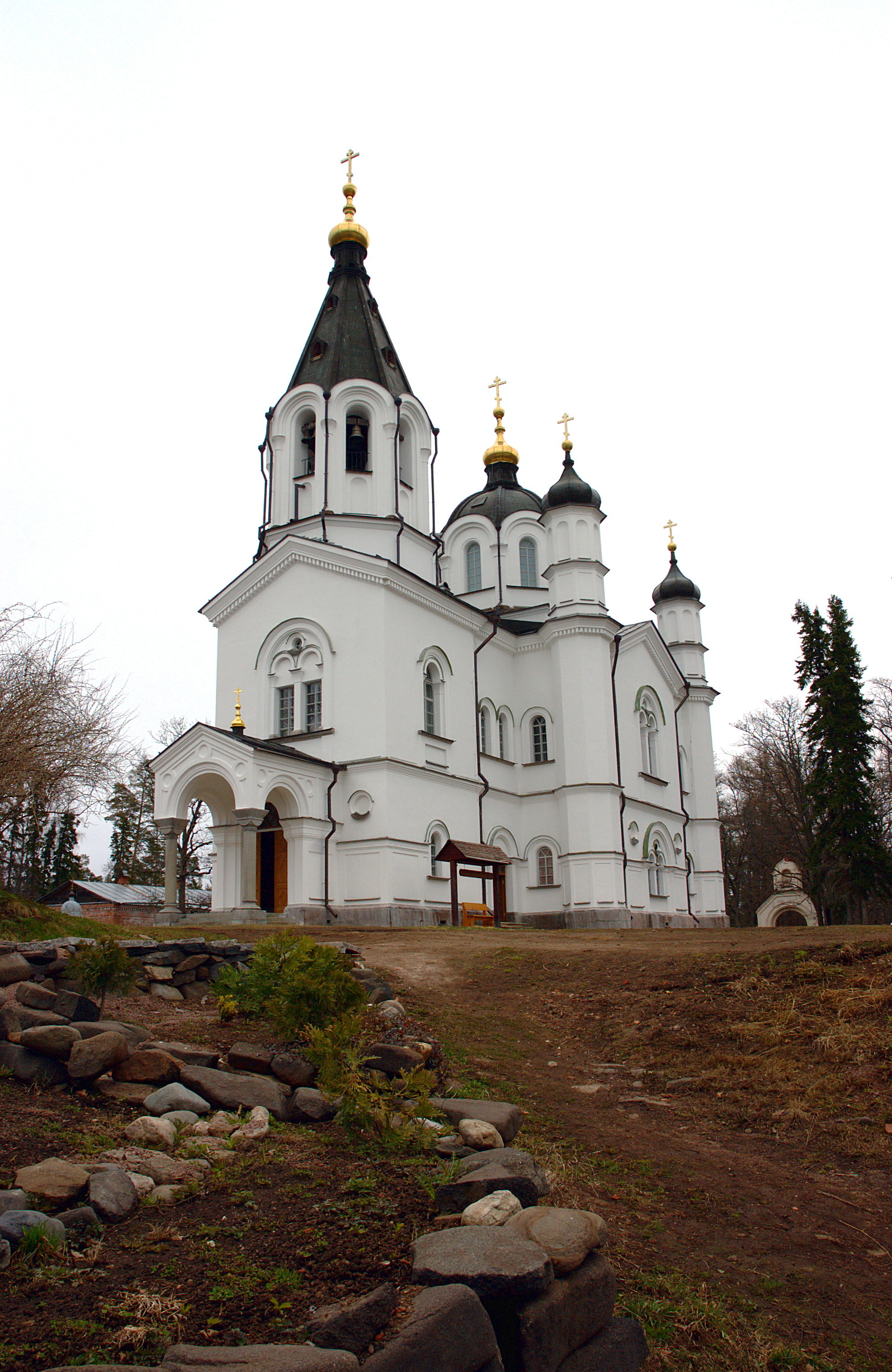
諸聖人聖堂
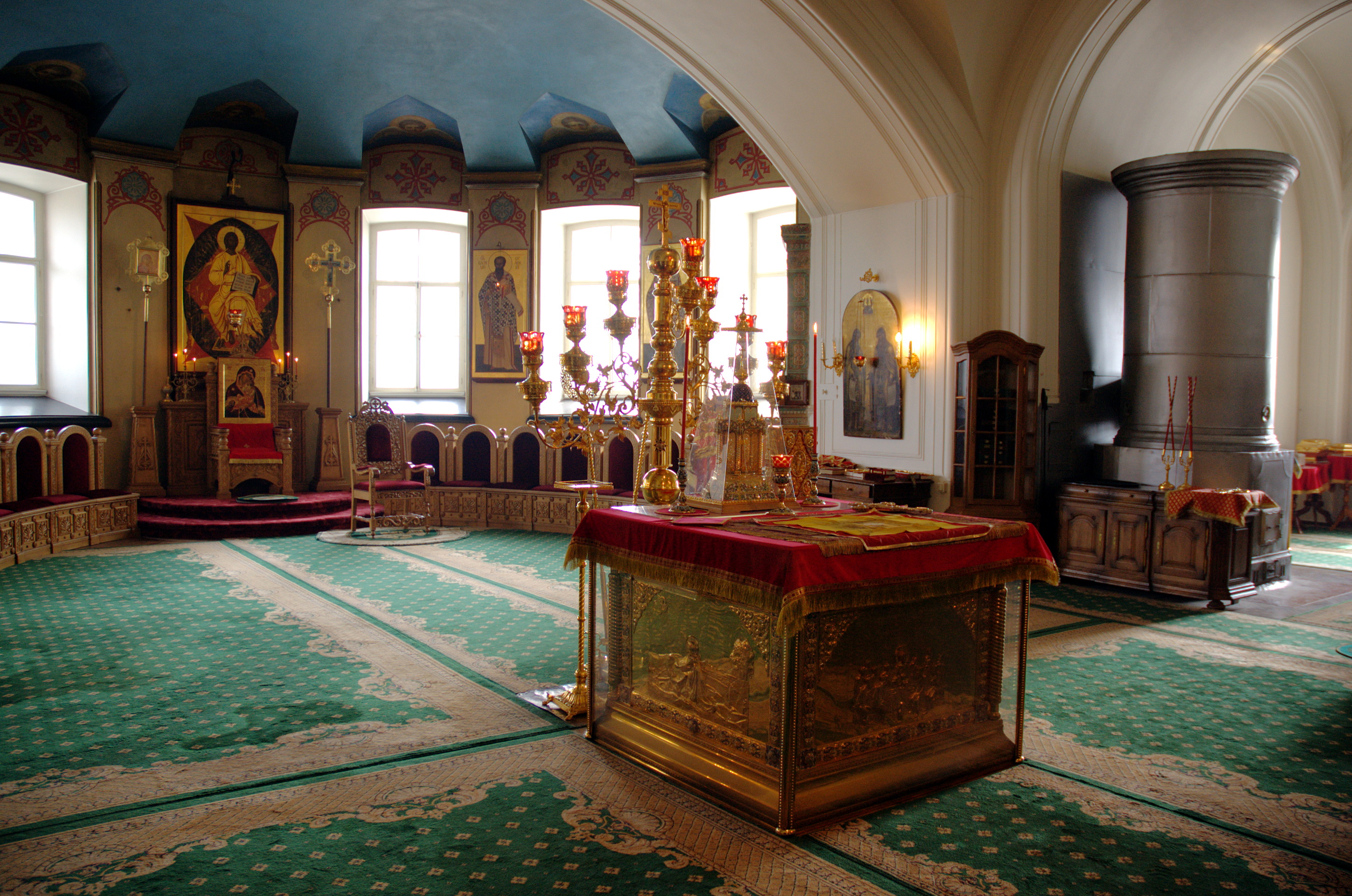
顕栄大聖堂の至聖所
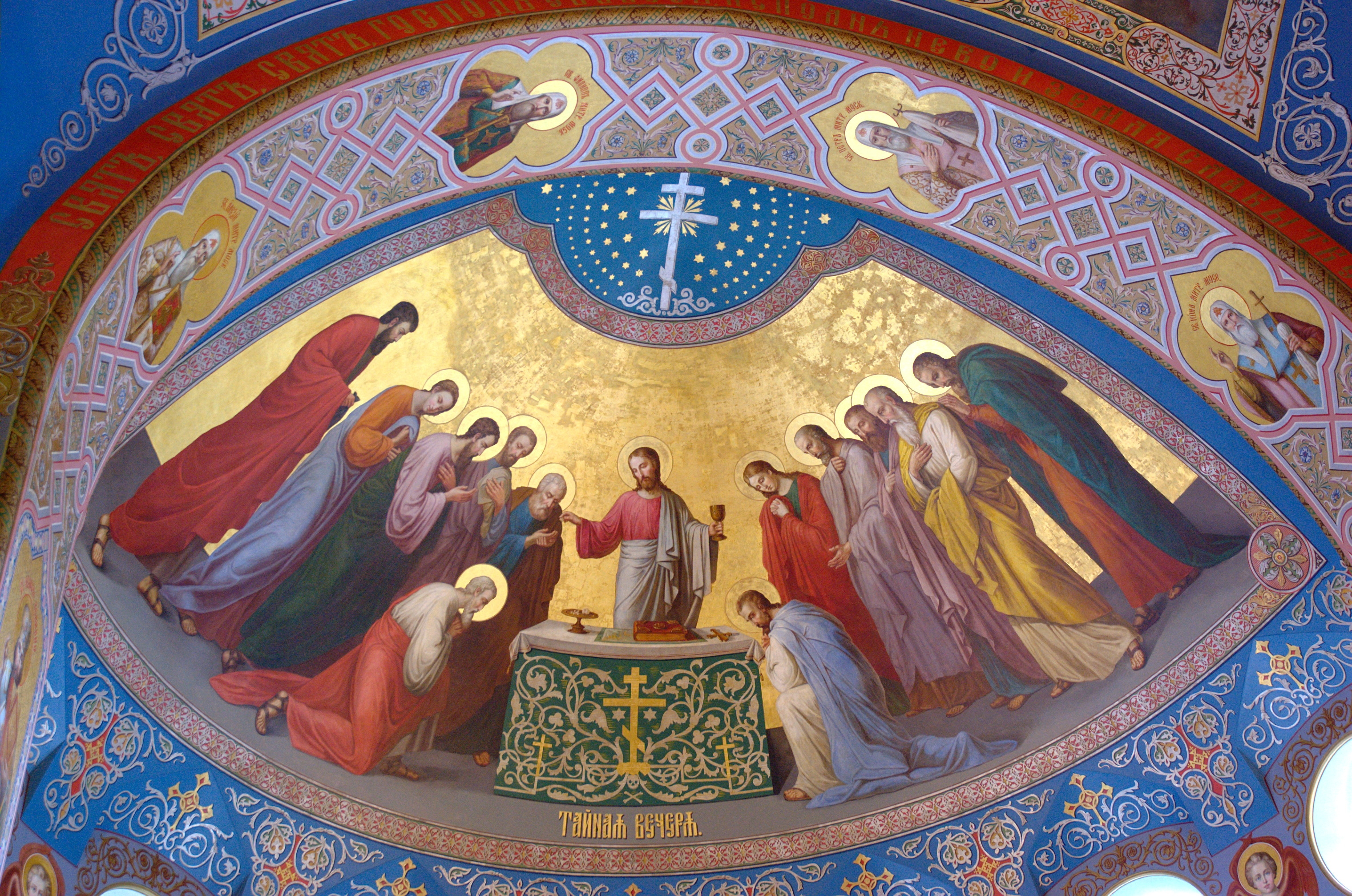
顕栄大聖堂のドーム内部：天井のフレスコ画
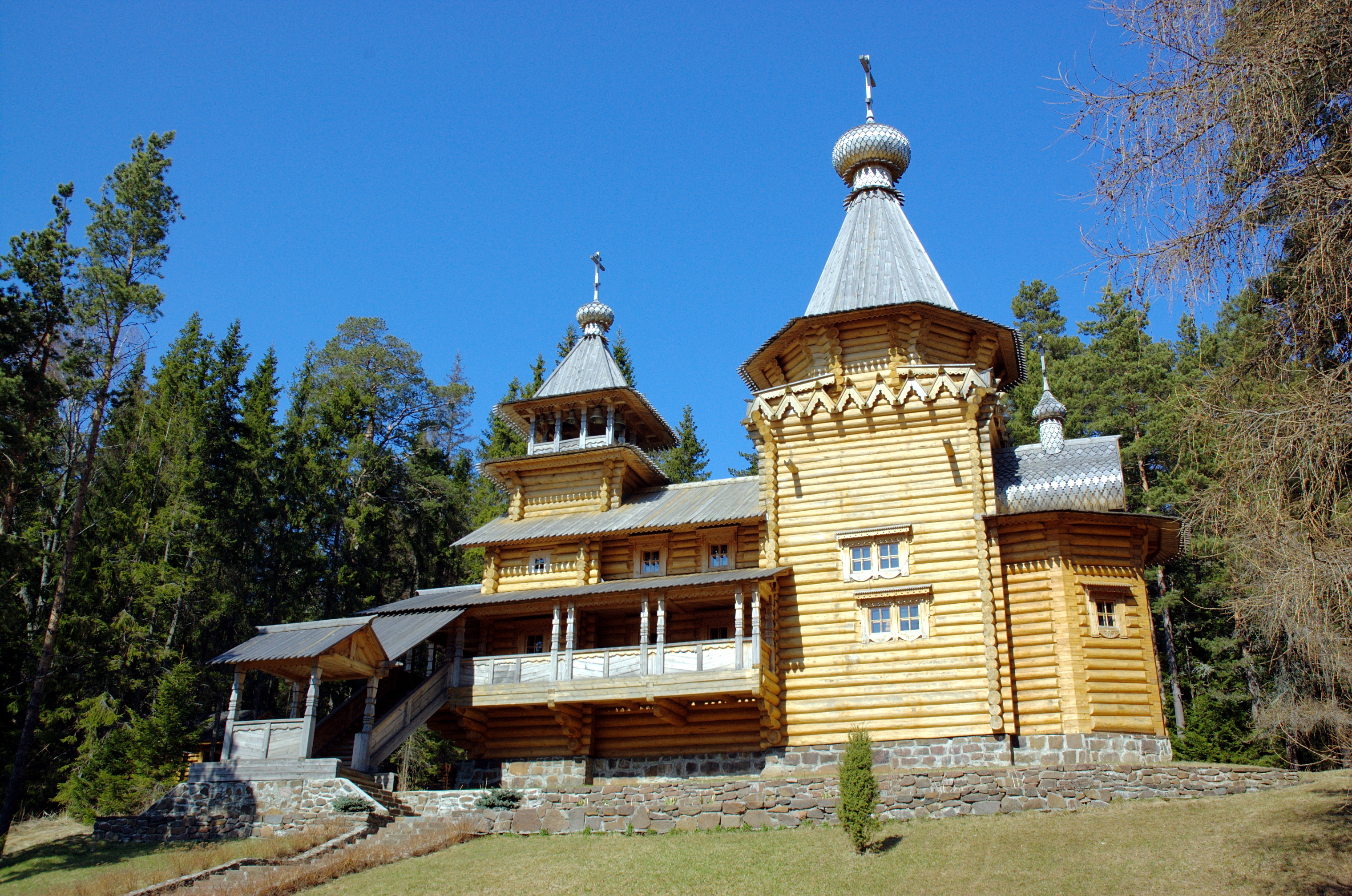
イリンスキー・スキテの聖堂
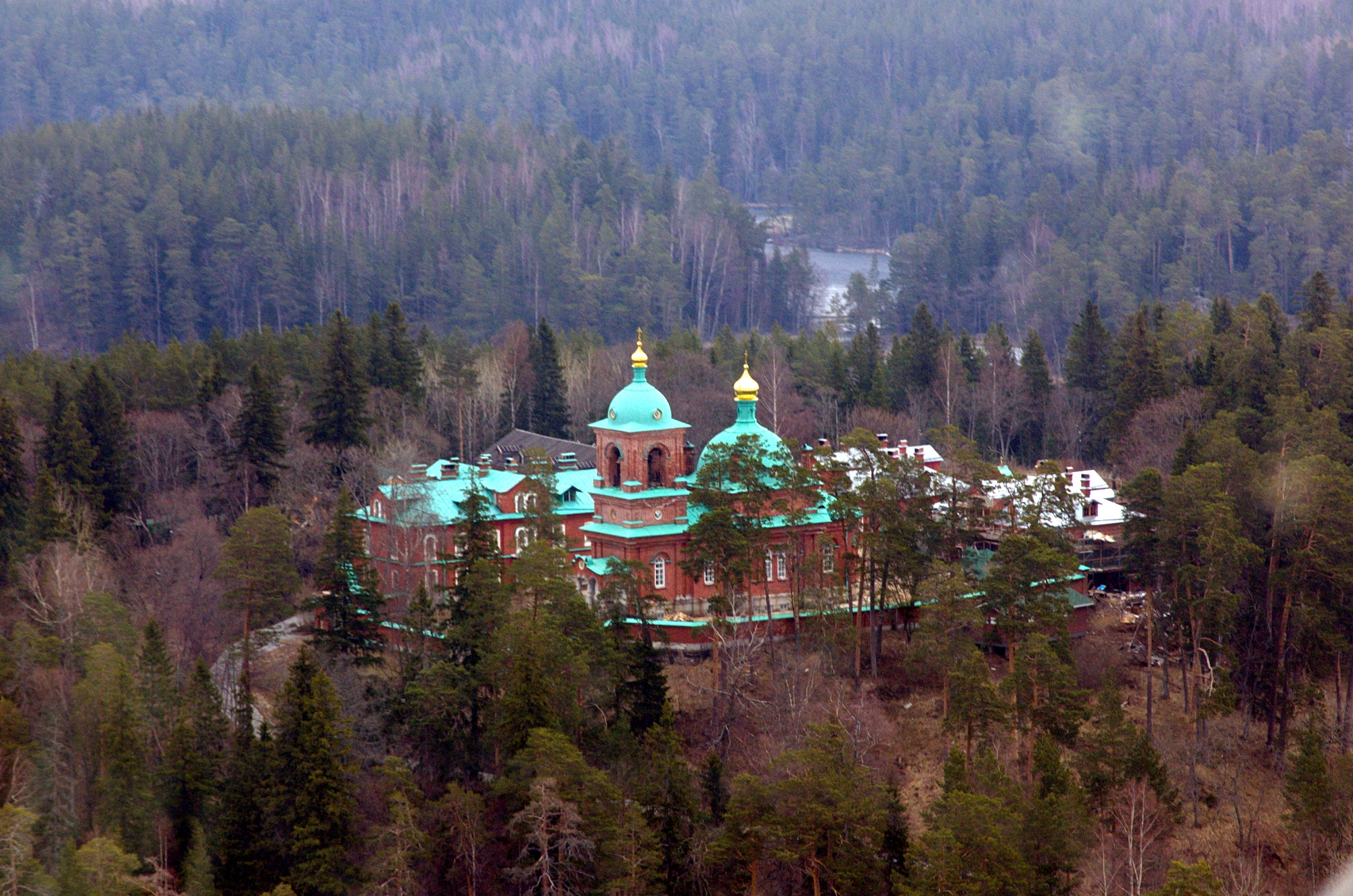
復活スキテの復活聖堂
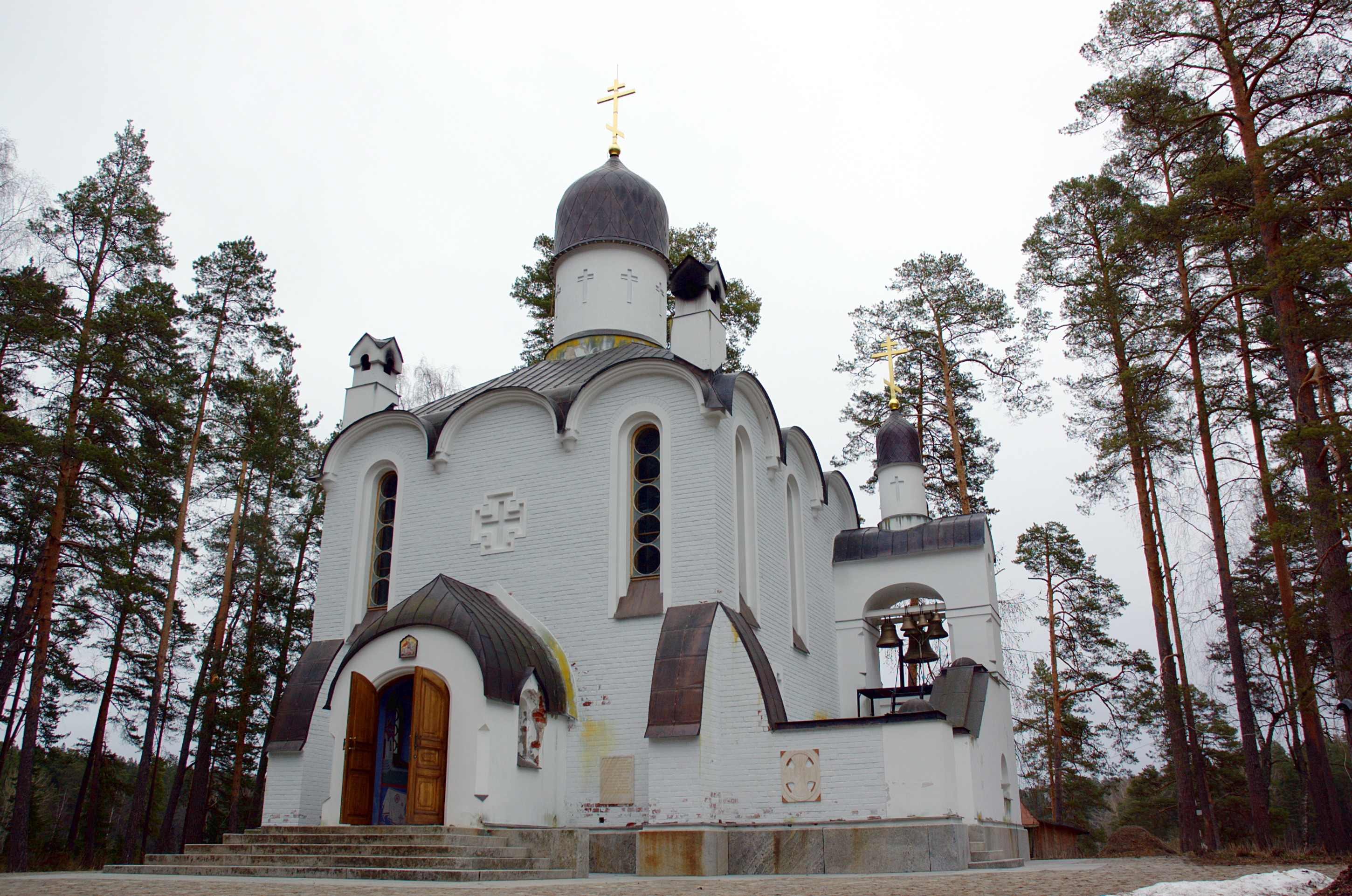
スモレンスキー・スキテの聖堂
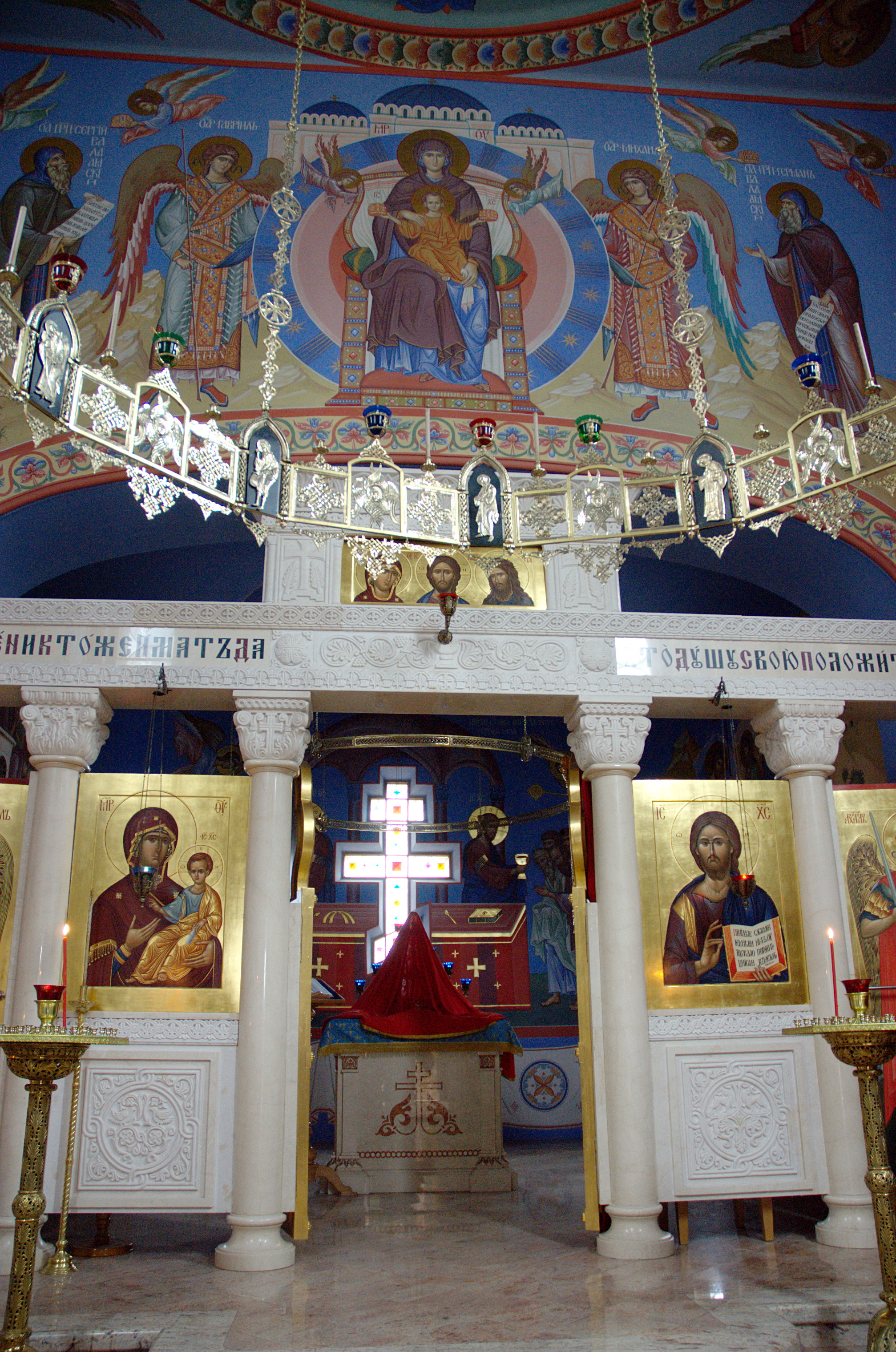
スモレンスキー・スキテの聖堂内部
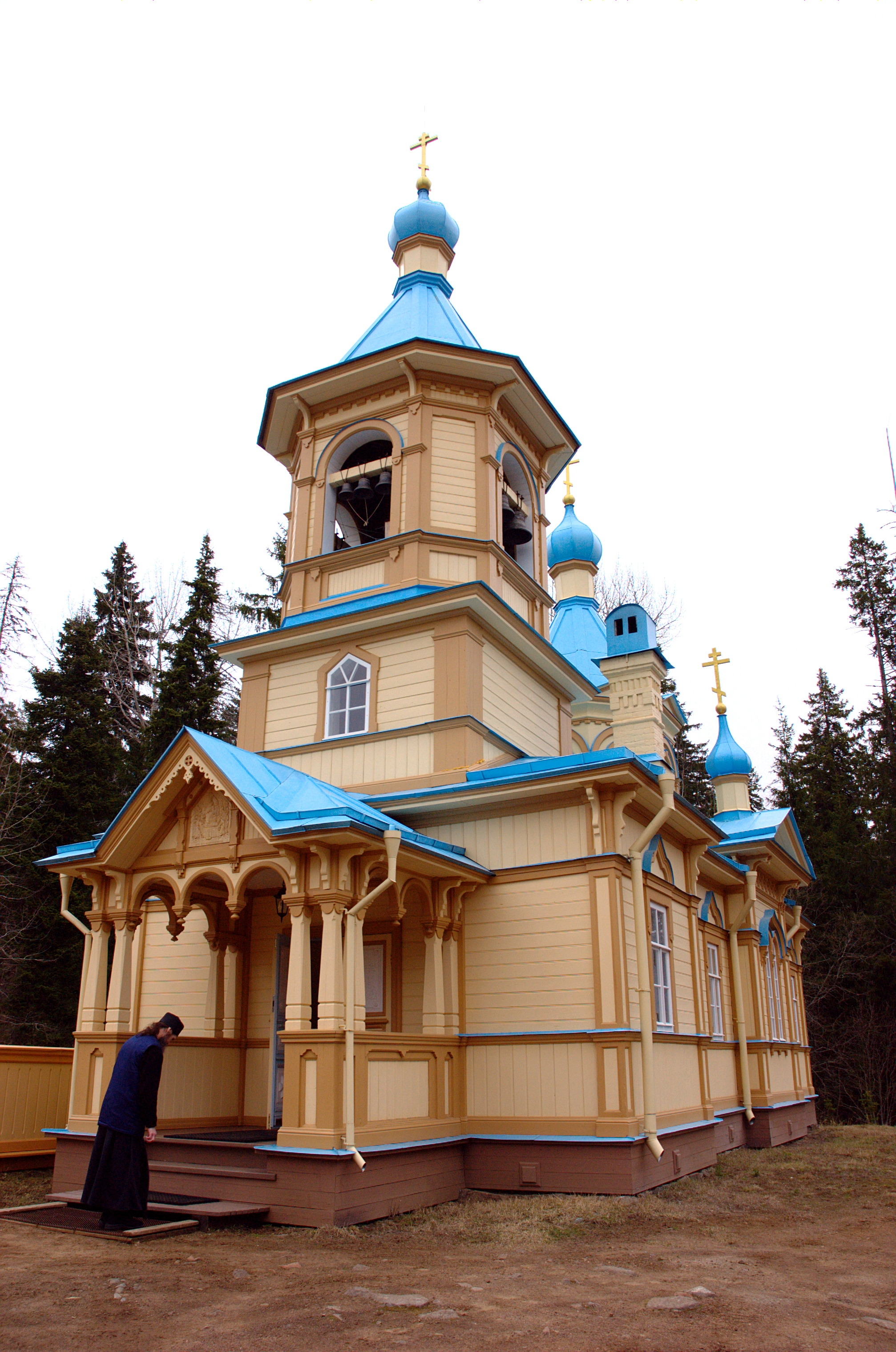
ゲフシマンスキー・スキテの生神女就寝聖堂
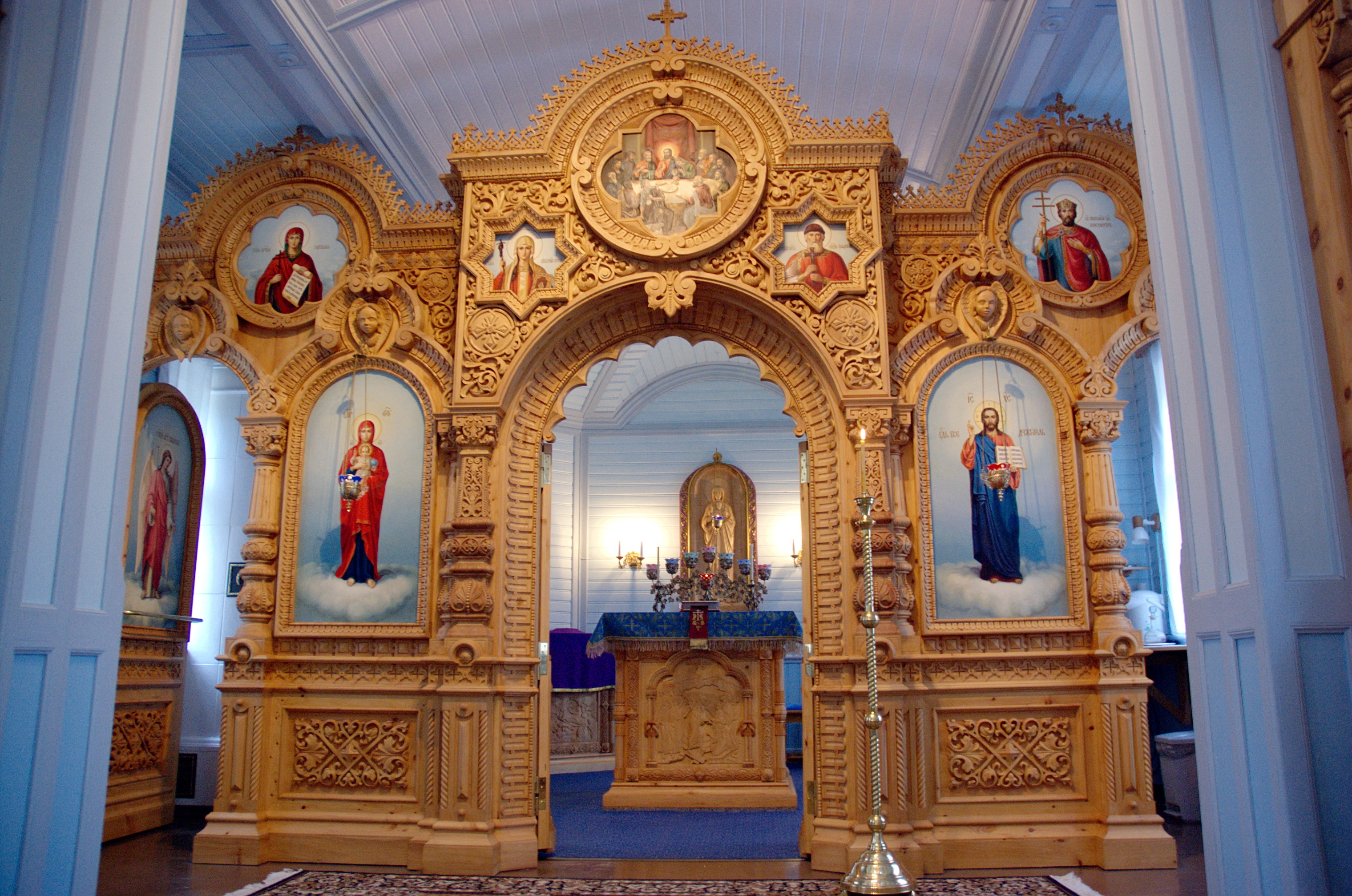
生神女就寝聖堂のイコノスタス